# Tuinjudaspenning
De tuinjudaspenning (Lunaria annua) is een tweejarige, 50-80 cm (soms tot 100 cm) hoge plant uit de kruisbloemenfamilie (Brassicaceae). De wilde judaspenning (Lunaria rediviva) lijkt op de tuinjudaspenning, maar heeft langwerpige in plaats van ronde zaaddozen.

## Botanische beschrijving
De bovenste bladeren van tuinjudaspenning zijn zittend tot zeer kort gesteeld, de onderste zijn gesteeld. De bladeren zijn grof gekarteld, en eirond tot hartvormig.
In het begin van het tweede jaar ontwikkelen de bloemstengels zich snel. De bloemen zijn reukloos en 2,5-3 cm groot. De kleur van de bloemen wordt omschreven als paars, mauve of wit. De bloemen zijn gegroepeerd aan de top van de rechtopstaande stengel. De bloeitijd loopt van april tot in juni.
De hauwtjes zijn bijna rond. De vruchten zijn plat en 3-6 cm groot.
De plant is aantrekkelijk voor vlinders. De plant verwildert vaak vanuit tuinen en groeit dan langs bosranden, bij heggen, en in wegbermen. De plant heeft een voorkeur voor zonnige tot licht beschaduwde standplaatsen.

## Verspreiding
De plant is afkomstig uit Zuidoost-Europa. In zowel België als Nederland is de soort algemeen vanuit tuinen verwilderd, iets wat ook voor andere delen van Midden- en West-Europa geldt.

## Verklaring van de naam
De plant dankt zijn naam aan de droge tussenschotten van de hauwen die op zilveren penningen lijken. Judas Iskariot verraadde Jezus voor 'dertig zilverlingen', de klassieke benaming uit de Statenbijbel. Volgens sommige volkslegenden zou Judas toen hij zich verhing de zilverstukken onder zijn galg hebben laten vallen of hebben weggeworpen; daaruit zou de judaspenning gegroeid zijn.

## Cultivars
Er zijn verschillende cultivars:
- Lunaria annua 'Alba Variegata'
- Lunaria annua 'Albiflora'
- Lunaria annua 'Atrococcinea'
- Lunaria annua 'Chedglow'
- Lunaria annua 'Munstead Purple'
- Lunaria annua 'Sissinghurst White'
- Lunaria annua 'Variegata'

| - Judaspenning (Lunaria annua) - Zaailingen - Eerste jaar - Rijpende vruchten met zaden - Tweede jaar bloemen - Lunaria annua 'Chedglow' 1e jaar - Lunaria annua 'Chedglow' 2e jaar - Lunari annua 'Chedglow' 2e jaar - Lunaria annua 'Chedglow' 2e jaar |